# ФК Чарлтън Атлетик
Футболен клуб „Чарлтън Атлетик“ е основан на 9 юни 1905 година в град Чарлтън, югоизточен Лондон. Основан е когато няколко младежки футболни клуба в югоизточен Лондон се сливат, за да го формират. Клубът става професионален през 1920 г. и за първи път влиза във футболната лига през 1921 г.
1990 – 2010
През 1991 година Лени Лоурънс напуска менажерскиа пост в Чарлтън. На негово място е назначен тандема Алън Кърбишли и Стив Грит. Тандема е начело на отбора до 1995 когато Кърбишли поема сам отбора.
Под ръководството на Кърбишли отбора отново се връща в елита на Английския футбол.
Феновете на Английкия футбол още помнят онзи мач през месец май на 1998 година. Тогава на Уембли Чарлтън и Съндърланд решават кой ще бъде последния участник във Висшата лига.
В редовното време мача завършва 3 – 3, след продължениата резултата е 5 – 5, така се налага изпълнения на дузпи които Чарлтън печели с 8 – 7.
В герой на мача се превръща Клайв Мендонка, който е един от легендарните футболисти на отбора в края на XX век.
Алан Кърбишли се задържа в отбора до Май 2006.
Именно след напускането на Кърбишли отбора започва да се свлича рязко надолу.
Несполучлив избор на менажери също окозва влияние върху отбора.
След като сезон 2005/06 „червеношийките“ завършиха на 13 позиция в Премиършип, през сезон 2006/07 нещата не се развиха по добър начин за Чарлтън и те загубиха мястото си в елита след като завършиха на 19 място с актив от 34 точки с 4 по-малко от 17-ия Уигън, които се спасиха благодарие на това, че имаха по добър голов актив от Шефилд Юнайтед които бяха 18-и.
След отпадането през 2006/07 отбора не успява да спечели промоция в Премиършип и остава още една година в Чемпиъншип.
Сезон 2008/09 се оказва катастрофален за „червеношийките“, защото те изпадат в по-долната дивизия (Лига 1).
През сезон 2009/10 те пропускат шанса да се върнат в Чемпиъншип губейки плейофите срещу Суиндън.
През лятото на 2010 година отбора се разделя с най-добрите си играчи, голмайстора Деон Бъртън, който напуска в посока Азербайджан, а младата надежда Джонджо Шелви напуска за да се присъедини към Ливърпул срещу 2 милиона паунда. Представянето на Адикс през сезона е колебливо и те завършват на 13-о място в Лига 1, като в средата на сезона мениджърът Фил Паркинсън е уволнен и заменен от клубната легенда Крис Пауъл.

## Рекорди
- Най-високо завършване на първенство – 2-ри (сезон 1936/37 в Първа дивизия – сега Чемпиъншип)
- Най-много точки за един сезон – 91 точки (сезон 1999/00 в Първа дивизия – сега Чемпиъншип)
- Най-много голове за един сезон – 107 гола (сезон 1957/58 във Втора дивизия – сега Лига 1)
- Най-много вкарани голове за един сезон от един играч – Ралф Алън (сезон 1934/35)
- Най-много голове за отбора – Дерек Хейлс – 168 гола в 368 мача във всички турнири
- Най-много мачове за клуба – Сам Бартръм – 623 мача
- Най-млад дебютирал играч – Джонджо Шелви (на 16 години и 59 дни)
- Най-стар играл играч – Сам Бартръм (на 42 години 47 дни)
- Най-млад голмайстор – Джонджо Шелви (на 16 години и 310 дни)
- Най-стар голмайстор – Крис Пауъл (на 38 години и 239 дни)
- Най-бърз гол – на Джим Мелрос (в 9-ата секунда)
- Най-бърз червен картон – на Ники Уийвър (в 3-тата минута)
- Най-голяма победа – срещу Мидълзбро с 8 – 1 на 12 септември 1953 г.
- Най-голяма загуба – срещу Астън Вила с 1 – 11 на 14 ноември 1959 г.
- Най-голяма победа във ФА Къп – срещу Бъртън Албиън със 7 – 0 на 7 януари 1956 г.
- Най-голяма победа в Купата на лигата – срещу Брентфорд с 5 – 0 на 12 август 1980 г.
- Най-много мачове без загуба – 12 мача (от 26 декември 1999 до 7 март 2000)
- Най-много мачове без победа – 18 мача (от 18 октомври 2008 до 13 януари 2009)
- Най-голяма серия от мачове завършили със загуби – 10 мача (от 11 април 1990 до 15 септември 1990)
- Най-голяма серия от мачове завършили с равен резултат – 6 мача (от 13 декември 1992 до 13 януари 1993)
- Най-голяма серия от мачове без загуба – 15 мача (от 4 октомври 1980 до 20 декември 1980)
- Най-голяма посещаемост на мач – 75 031 души срещу Астън Вила на 17 октомври 1938
- Най-голяма посещаемост на мач за лигата – 68 160 души срещу Арсенал на 17 октомври 1936 г.
- Най-много изкарани пари от билети – 400 920 паунда срещу Лестър Сити на 19 февруари 2005 г.

## Български футболисти
- Радостин Кишишев: 2000-2007 – (179 мача - 2 гола);
- Светослав Тодоров: 2007-2009 – (20 мача - 3 гола);
- Димитър Митов: 2015-2017 – (0 мача).